# Aspilota jaculans
Aspilota jaculans är en stekelart som först beskrevs av Alexander Henry Haliday 1838.  Aspilota jaculans ingår i släktet Aspilota och familjen bracksteklar. Inga underarter finns listade.